# Maasgotik

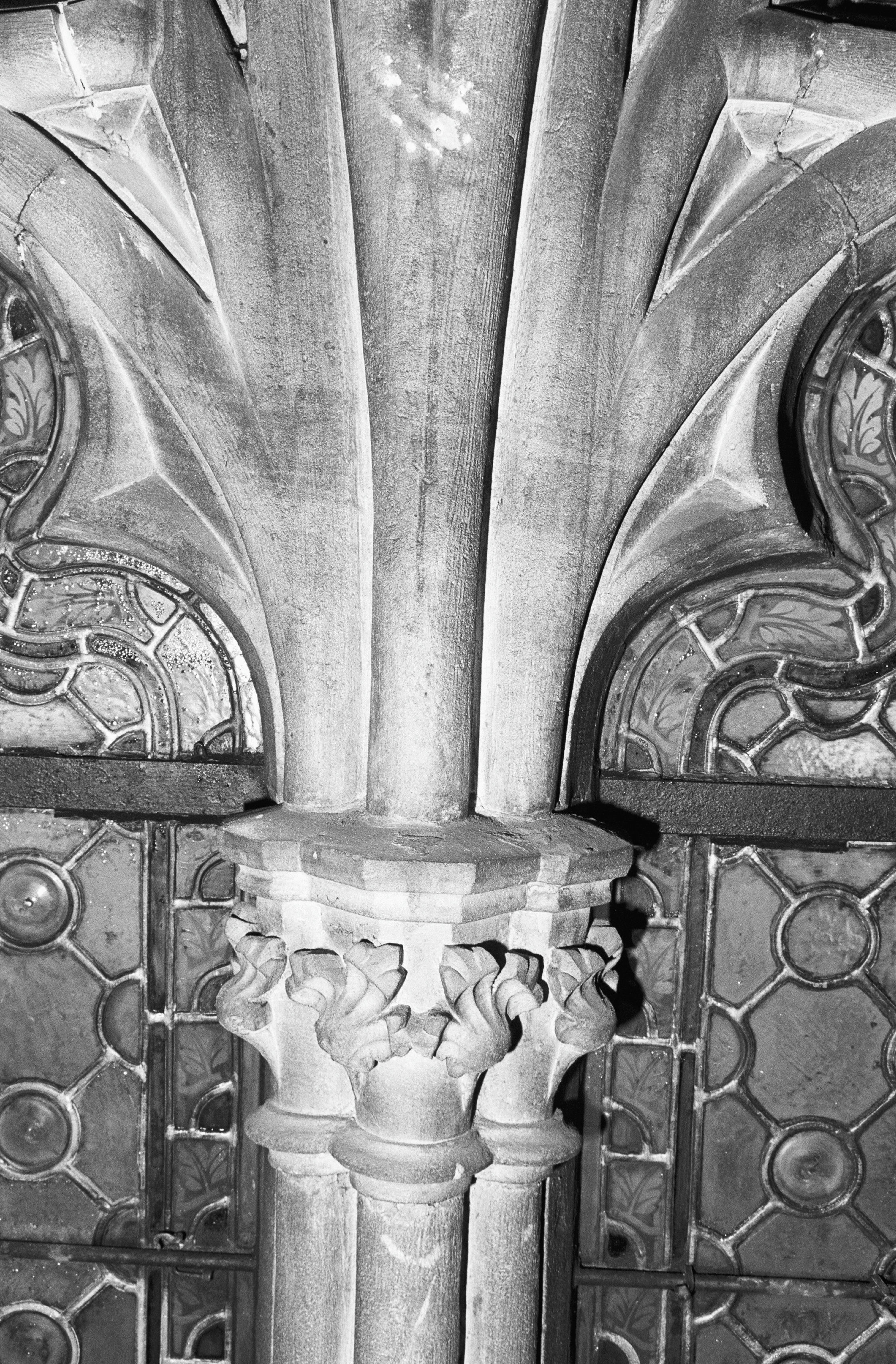
Kapitell auf einem Mittelpfeiler in der Basilika zum Heiligen Sakrament in Meerssen

Die Maasgotik oder maasländische Gotik ist die Bezeichnung für den gotischen Baustil im niederländischen bzw. belgischen Hochstift Lüttich (und damit dem belgisch-niederländischen Maasgebiet) im 13. bis zum 16. Jahrhundert. Charakteristisch für die Maasgotik ist der Einsatz von Maaskapitellen, gemeißelten Kapitellen mit stilisierten Blättern als Krönung von Kalkstein-Säulen. Häufig sind die Kirchen aus sogenanntem Limburger Mergel gebaut, einem speziellen Kreidegestein aus der Gegend.
Der ursprünglich französische Baustil kam in der Maasregion, genau wie in Deutschland, erst ziemlich spät zur Entstehung. Bis zur Hälfte des 13. Jahrhunderts blieb man dem romanischen Stil treu (vgl. Munsterkerk in Roermond; Heiligkreuzkirche in Lüttich). Es kann dennoch gesagt werden, dass das Bergportal der Maastrichter Servaasbasiliek, im späten 12. Jahrhundert entstanden, schon Kennzeichen der Gotik aufweist (obwohl sie hauptsächlich noch von der Romanik geprägt ist).
Die regionale Variante des (internationalen) gotischen Stils tritt im 13. Jahrhundert im Maasgebiet mit dem Bau von relativ einfachen Kloster- und Pfarrkirchen auf, wie der Dominicanenkerk, der Oude Minderbroederskerk und der Sint-Janskerk, alle in Maastricht. Auch die Franziskanerkirche (heute Kirche St. Nikolaus) in Aachen kann zu dieser Gruppe gezählt werden. Später orientierte sich Aachen mehr am Rheinland (vgl. den Chor des Aachener Doms mit dem des Kölner Doms).
Zu den Höhepunkten der Maasgotik zählen die Liebfrauenbasilika in Tongern, die Basilika zum Heiligen Sakrament in Meerssen, die Stiftskirche Notre-Dame in Huy, die Stiftskirche Notre-Dame in Dinant sowie drei Kirchen in Lüttich: die St.-Pauls-Kathedrale, die Kirche Saint-Martin und die Kirche Saint-Jacques (beide aus der ersten Hälfte des 16. Jahrhunderts). Letztere verfügt über eine sehr schmuckreiche Raumgestaltung. In Maastricht wurde der Kreuzgang der Liebfrauenbasilika erst gegen 1560 in einer sehr späten Form des maasgotischen Stils mit Übergangselementen der maasländischen Renaissance erneuert.

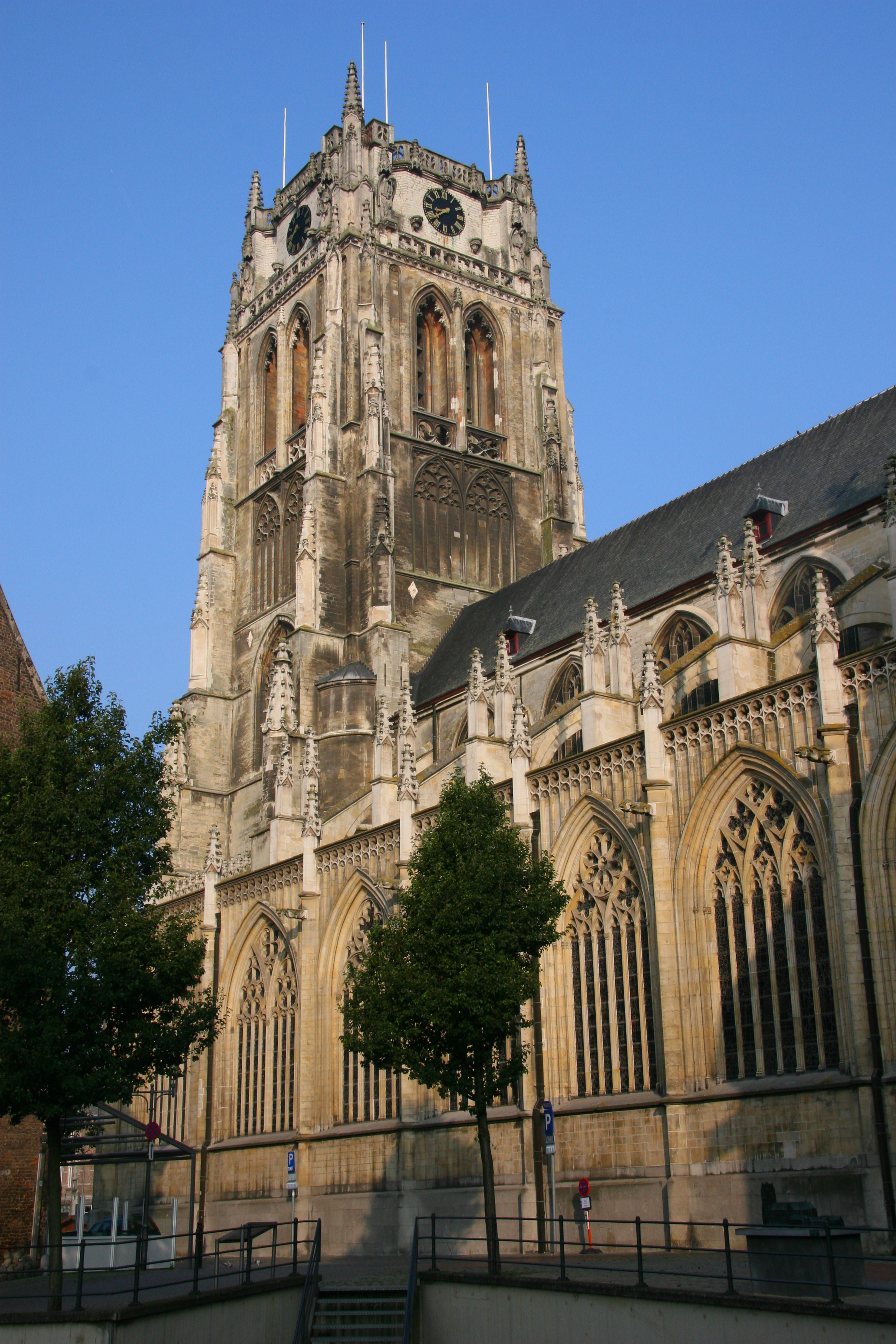
Liebfrauenbasilika Tongern
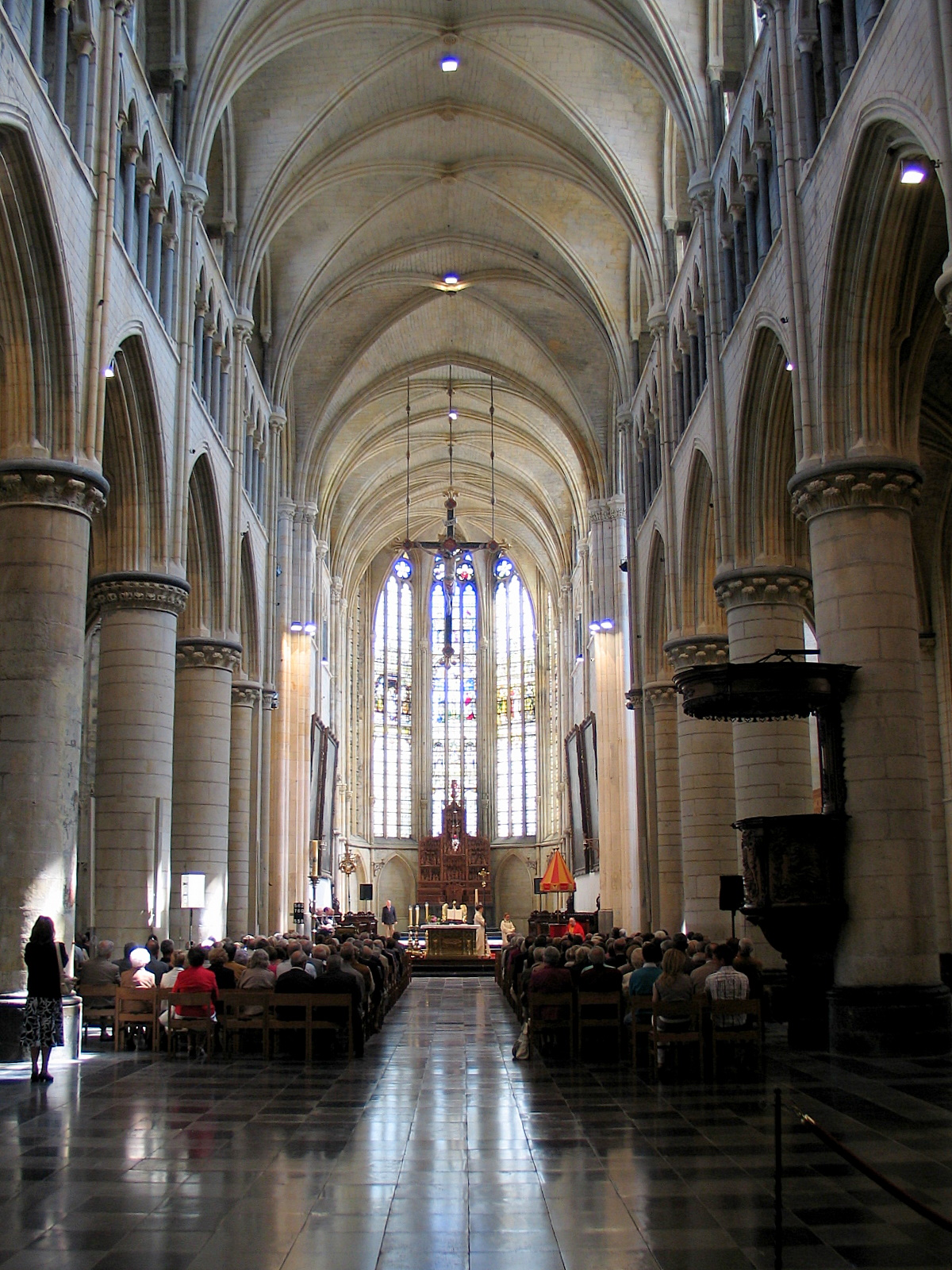
Innenraum der Basilika Tongern
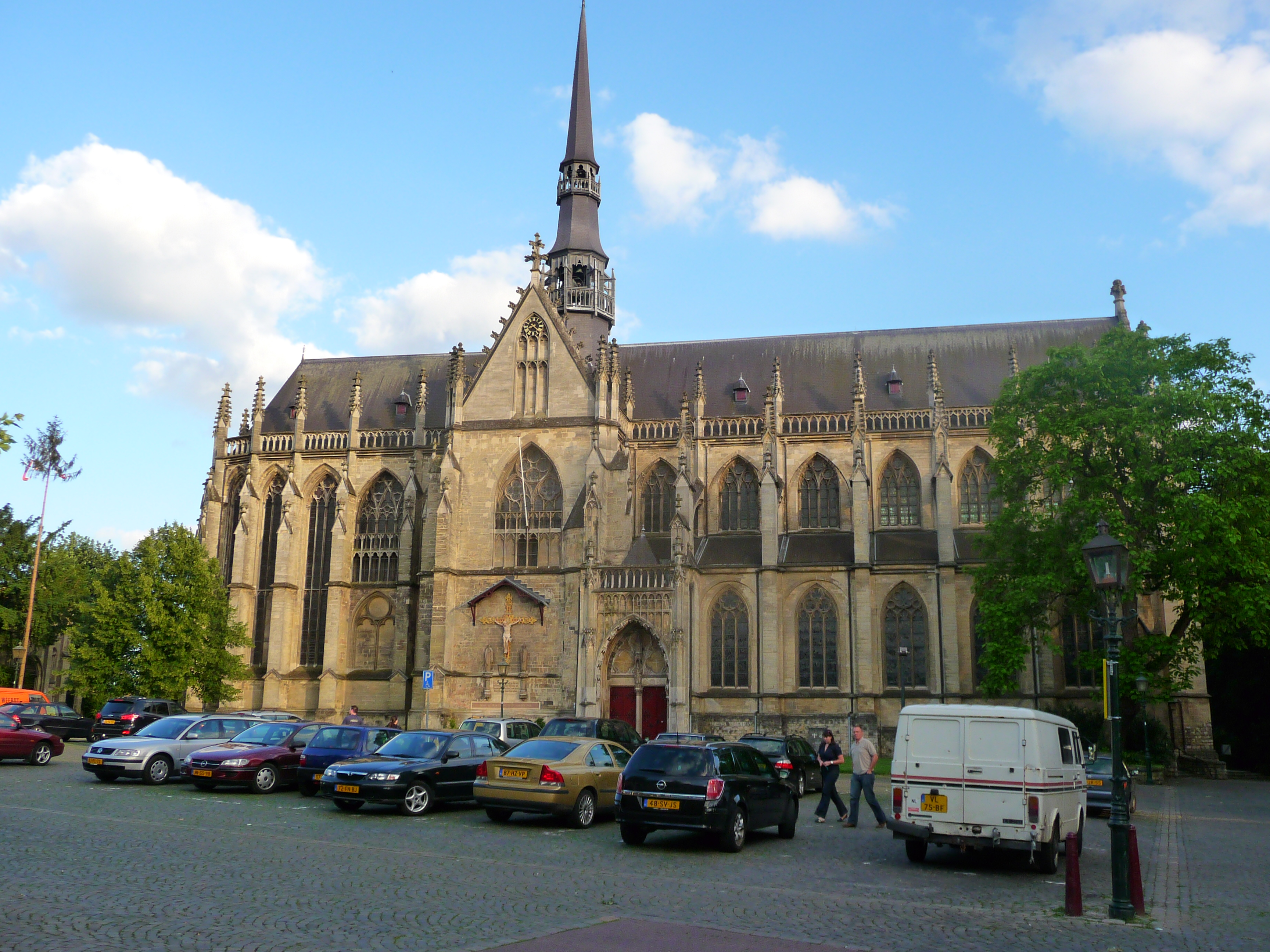
Basilika in Meerssen
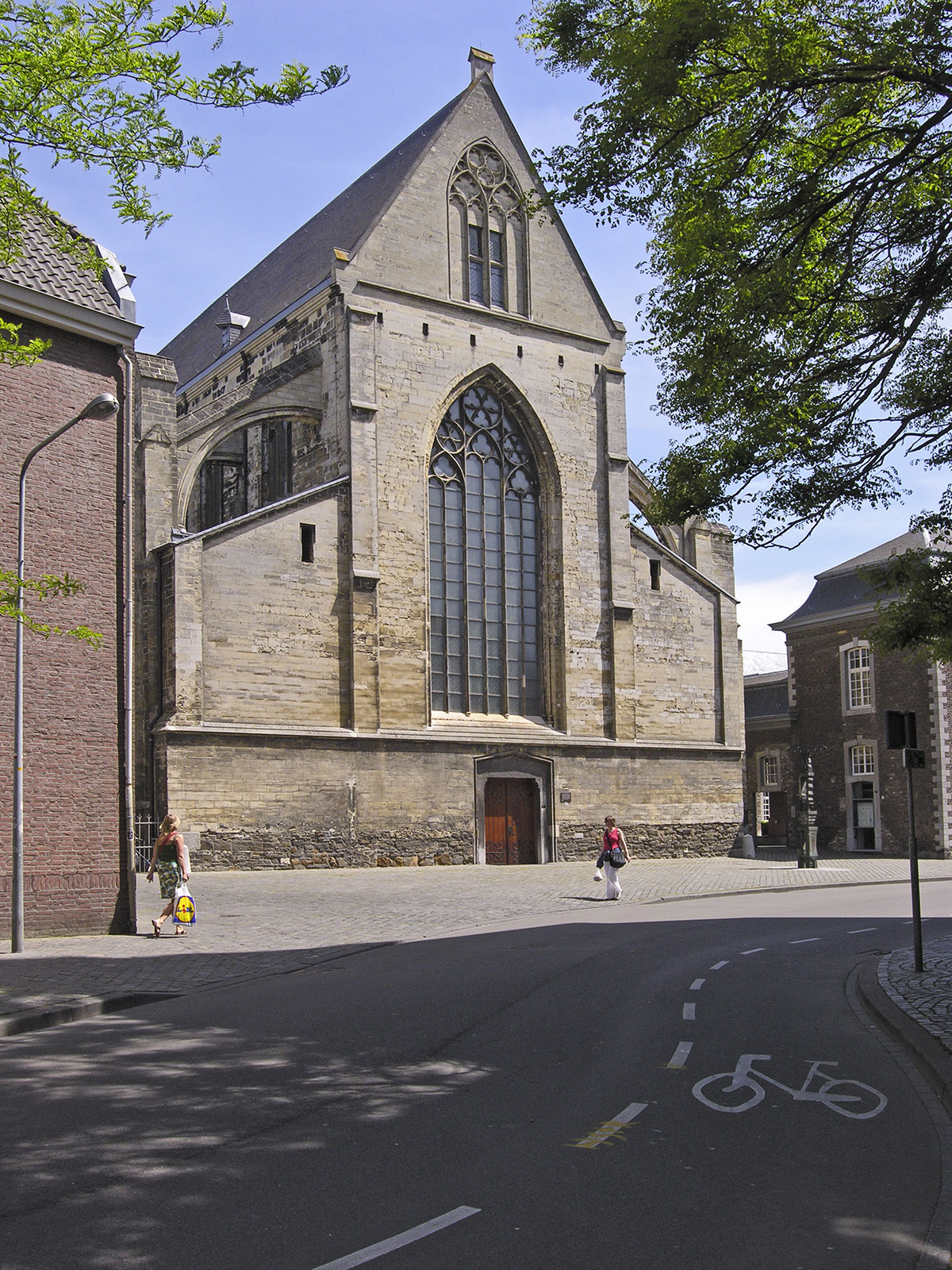
Oude Minderbroederskerk, Maastricht
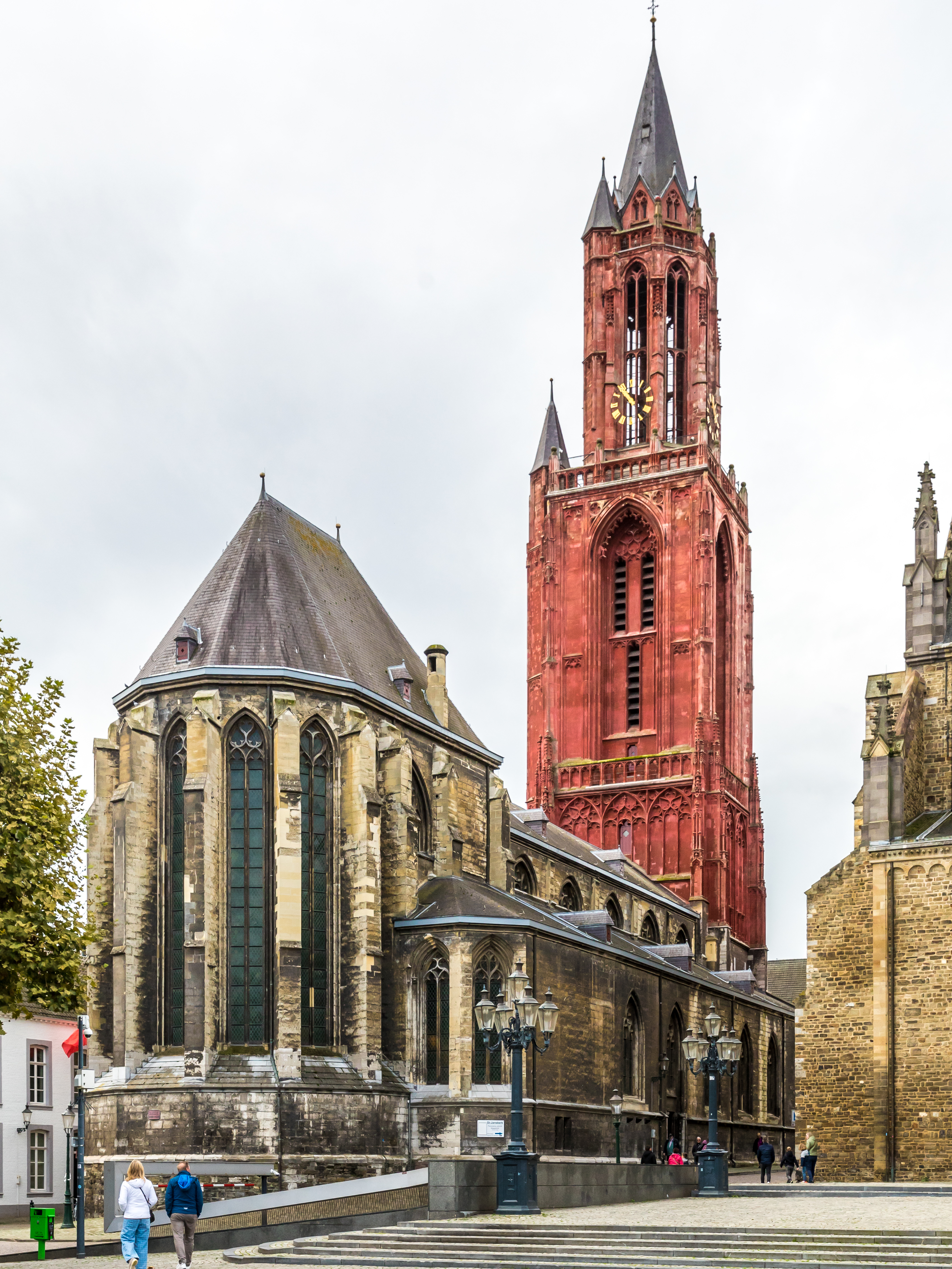
Kirche Saint-Jacques, Maastricht
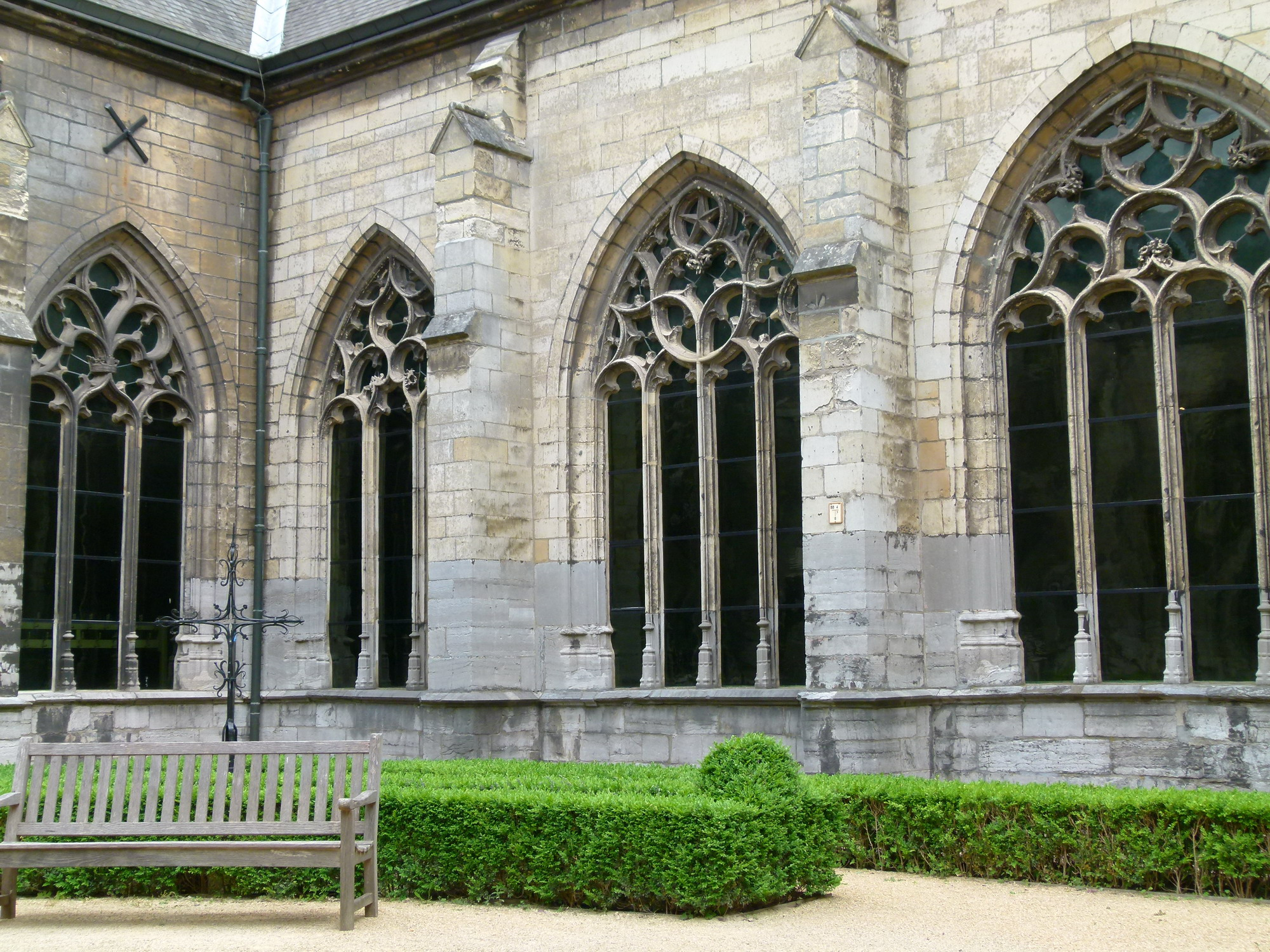
Kreuzgang Liebfrauenbasilika, Maastricht
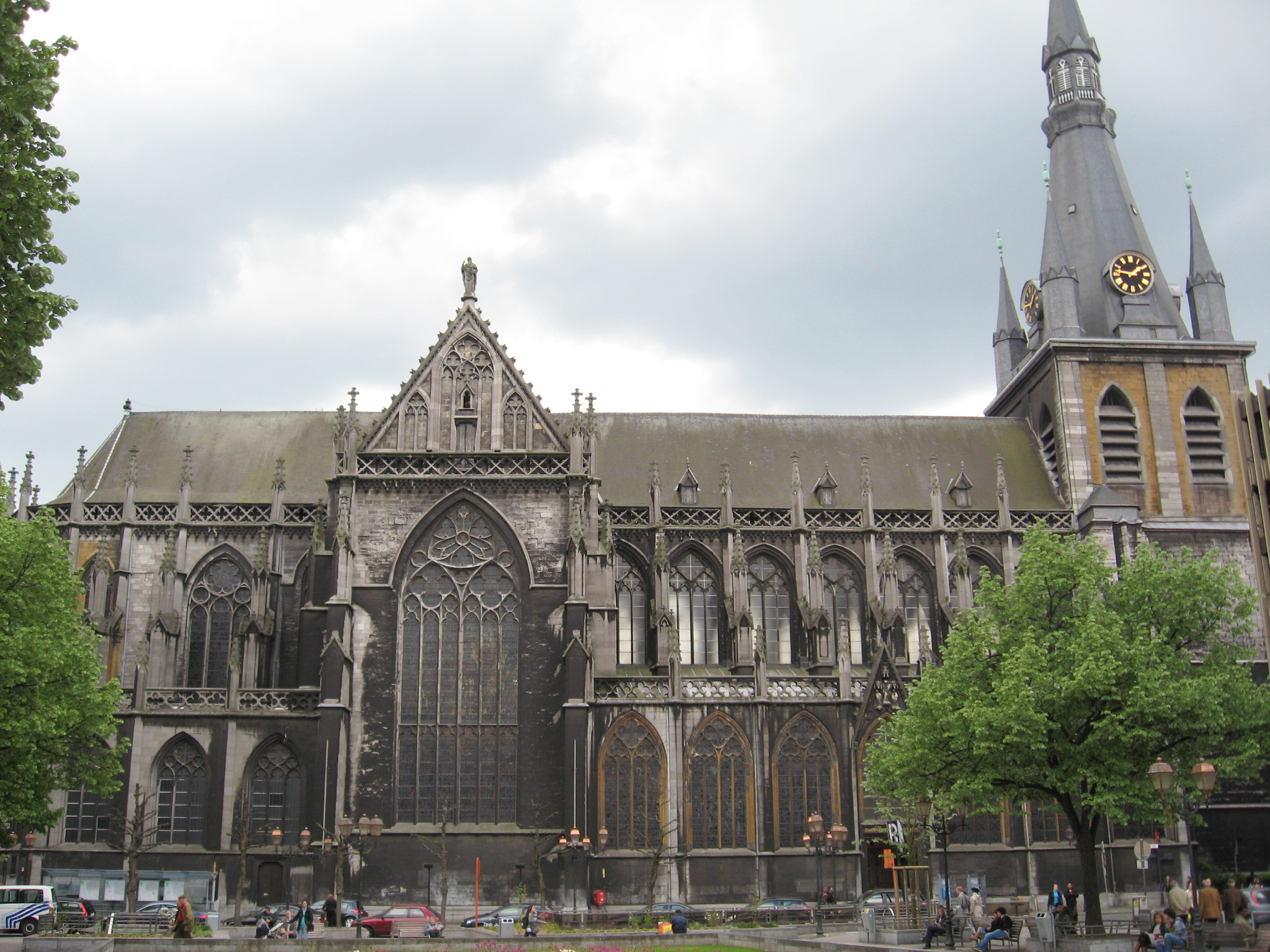
St.-Pauls-Kathedrale, Lüttich
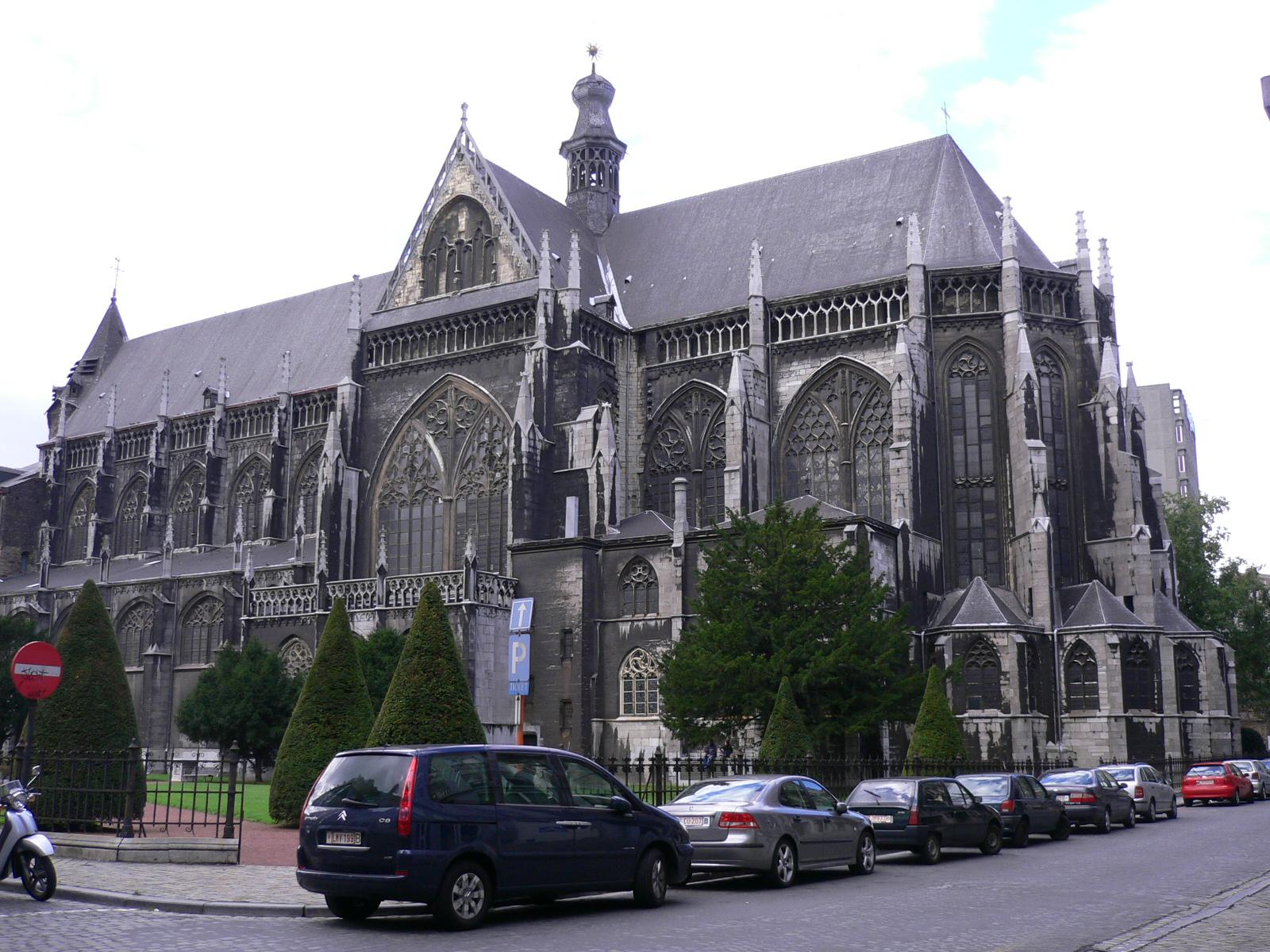
Kirche Saint-Jacques, Lüttich
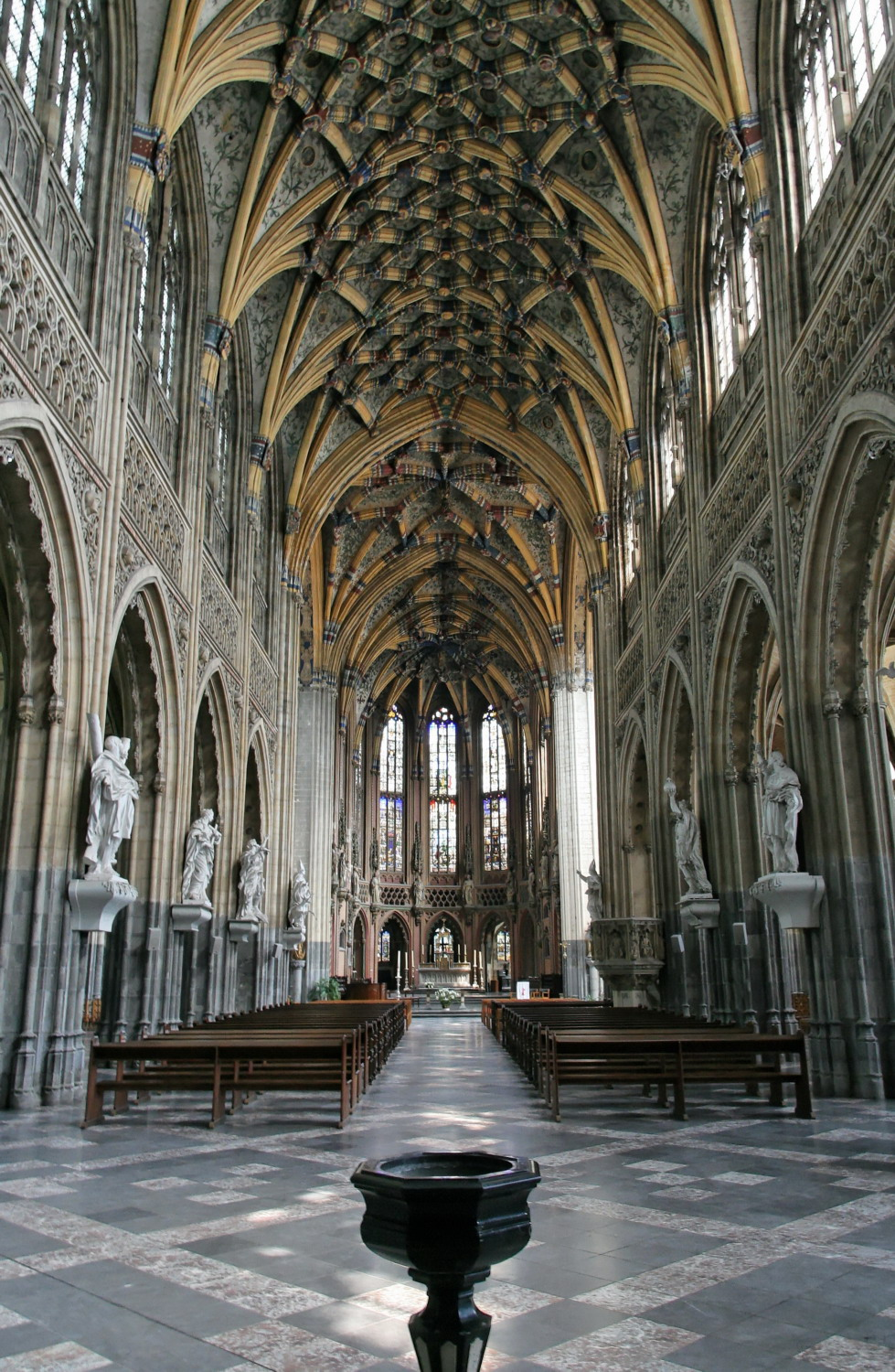
Kirche Saint-Jacques, Innenraum
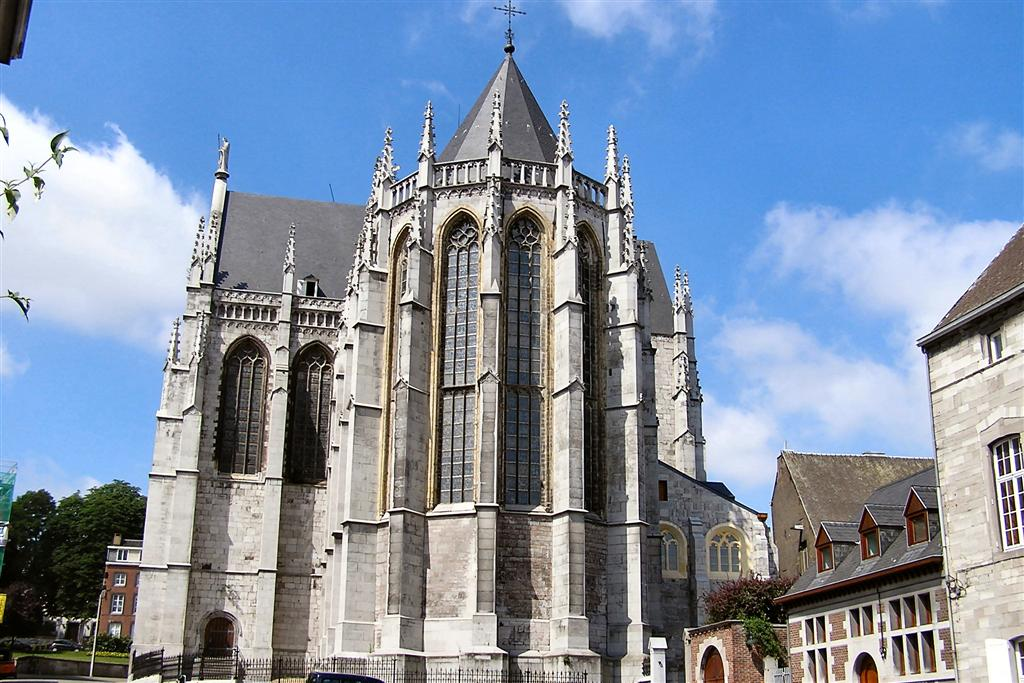
Kirche Saint-Martin, Lüttich
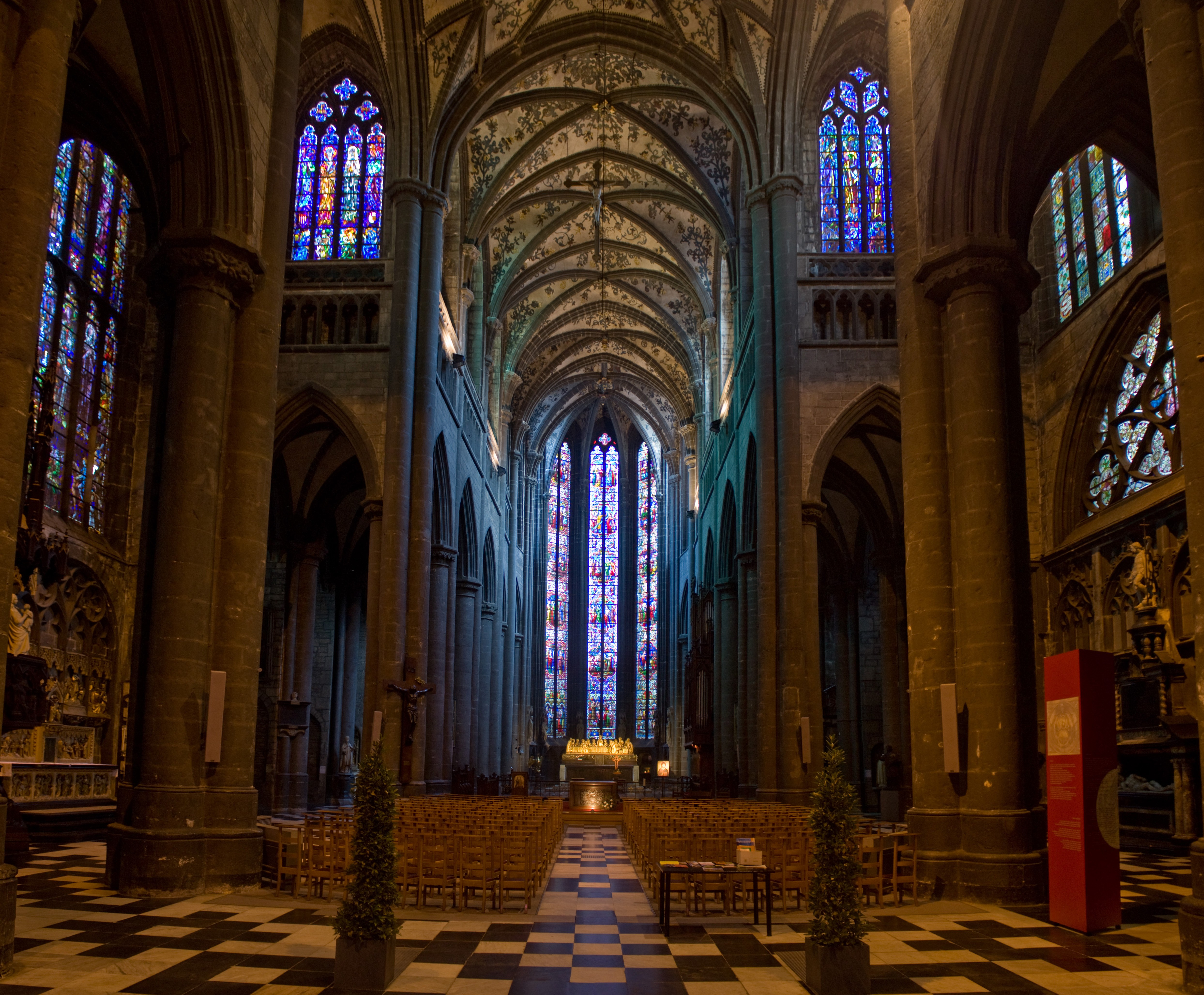
Innenraum Collégiale Notre-Dame de Huy
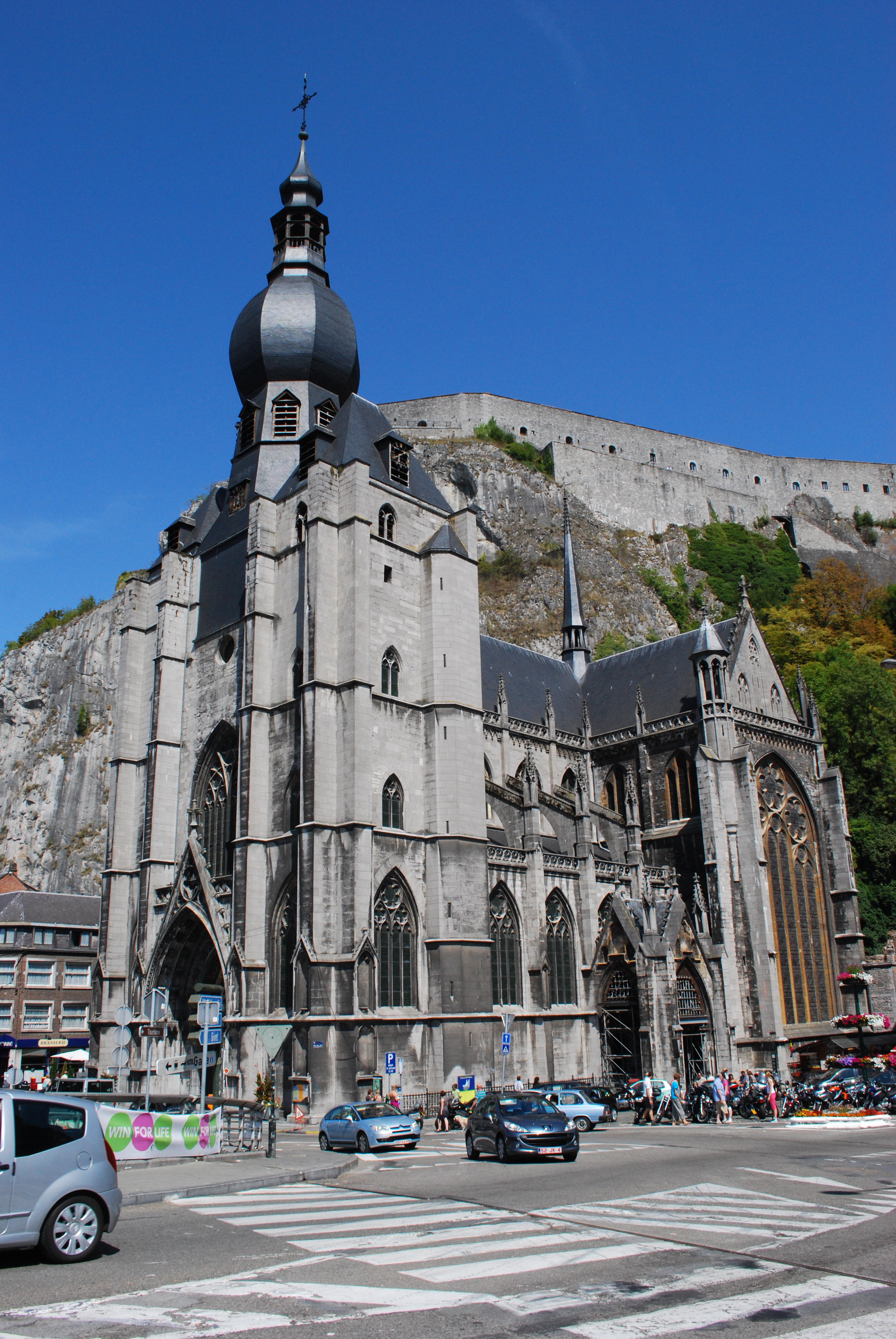
Notre-Dame de Dinant
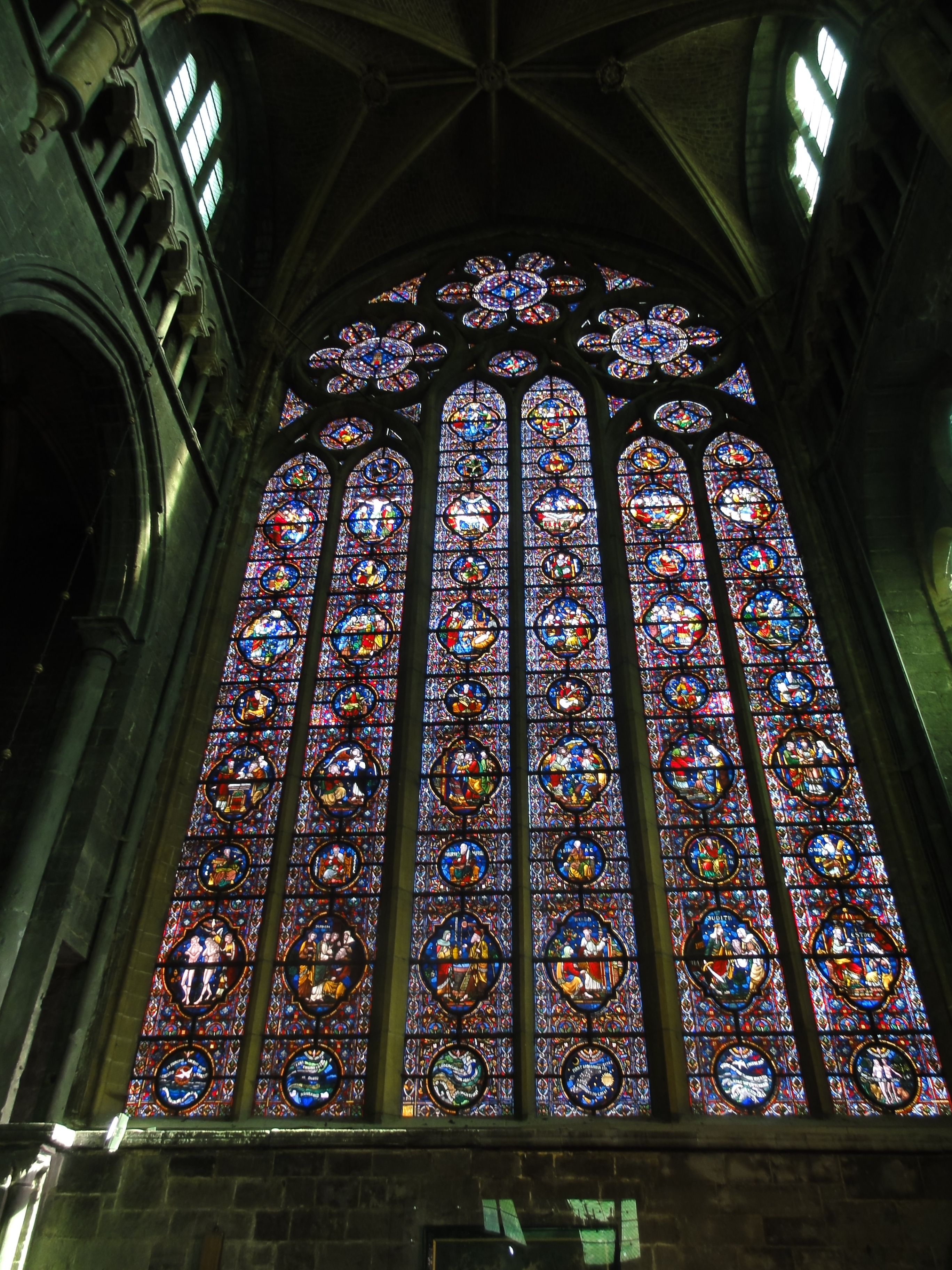
Innenraum Notre-Dame de Dinant